# Кудаба, Чеслав Францевич
Чеслав Францевич Кудаба (наст. Худаба, Чесловас Кудаба; лит. Česlovas Kudaba; 25 июня 1932, м. Кобыльник, Поставский повет, Польша  — 19 февраля 1993, Вильнюс, Литва) — литовский географ-краевед, эколог.

## Биография
Родился в семье безземельного крестьянина. После окончания Великой Отечественной войны окончил прогимназию в местечке Тверячюс (Tverečius), в 1954 г. — Свянцянскую учительскую семинарию.
В 1959 г. окончил географический факультет Вильнюсского университета, где остался работать сначала ассистентом, затем преподавателем. В том же году вступил в КПСС.
В 1964 г. защитил диссертацию кандидата географических наук, в 1972 г. — докторскую диссертацию.
В 1974 г. Чеслав Кудаба получил звание профессора. В Вильнюсском университете он преподавал общую физическую географию, геоморфологию, аэрокосмический сетод, историю, методологию, природоохрану.
В 1987—1990 гг. — председатель Фонда культуры Литвы.
В 1990—1992 гг. — депутат Верховного Совета Литвы, 11 марта 1990 года подписал акт восстановления независимости Литвы.
Похоронен на Карвелишском кладбище.

## Научная деятельность
Под руководством Ч. Кудабы был создан географический атлас Литвы. Автор монографий «Географические путешествия и открытия» (1977), «Моренные возвышенности Литвы» (1983), научно-популярных краеведческих изданий «Окрестности Игналины» (1967), «Там, где течет Нёман» (1970), «Холмистая Жемайтия» (1972), «Игналинский край» (1987), «Холмистая Аукштайтия» (1988), «Нёман-Нёман» (1989), «Семь дорог из Варняй» (1993), автор текстов для книги-альбома «Иду по Литве» (1992).
Его книга «По Вилии: походные записи» (Мн., 1992) посвящена Белоруссии и освещает историю, этнографию, культуру, ландшафт деревушек, местечек и городов, возле которых протекает река Вилия (Нярис).
Перу Чеслава Кудабы принадлежат многочисленные артикулы по вопросам культуры, природы и экологии («На таинственных поворотах Нёмана», «Рожденные морем и ветром», «И деревья ходят», «Красивая ты моя», «Граница», «Свенцянщина» и др.), которые печатались на страницах польского еженедельника «Из-под Вилии», ежеквартальном журнале «Литва».
В коллективном сборнике «Наш Нёман» (1988) напечатан очерк Чеслава Кудабы «Возле истоков родника», в котором автор рассказывает про свое детство, которое прошло на Нарочи, про своих предков, красоту озера Нарочь.
Лауреат Государственной премии Литвы 1984 г. и 1993 г.